# Sébastien Vastra
Sébastien Vastra, né le 10 février 1977 en France, est un auteur de bande dessinée français. Il s'est principalement fait connaître grâce à sa bande dessinée Jim Hawkins.

## Biographie
Dans sa jeunesse, Sébastien Vastra remporte plusieurs concours de bandes dessinées. Il suit des études d'arts plastiques avant de rencontrer le scénariste Fred Duval. Avec lui, il publie Mâchefer chez Vents d'Ouest de 2002 à 2004. Il continue sa carrière dans la BD avec Antoine Ozanam et Christophe Lacroix sur Éclipse de 2007 à 2009, toujours chez Vents d'Ouest. En 2011, il dessine le troisième tome de Spyder de Sébastien Latour, publié par Delcourt.
En 2015, Sébastien Vastra publie aux éditions Ankama le premier tome de sa nouvelle série Jim Hawkins, Le Testament de Flint. Dans son adaptation du livre culte L'Île au trésor de Robert Louis Stevenson, il présente une version anthropomorphique où le héros éponyme est un lionceau. Il se vend à 10 000 exemplaires et est récompensé au festival international de la bande dessinée de Chambéry de la même année de l'Éléphant d'or du meilleur dessin.
Il publie le second tome, Sombres héros de la mer, trois ans plus tard. Le troisième et dernier tome est sorti en avril 2021.

## Publications

### Comme dessinateur
Séries
{{Bibliographie déroulante bande dessinée
```
| titre = 
Éclipse

| contenu =
```

- 1 Au-delà, Vents  }}d'Ouest, 2007
Scénario : Antoine Ozanam  - Couleurs : Christophe Lacroix - (ISBN 978-2-7493-0219-5)
- 2 Dédale, Vents d'Ouest, 2008
Scénario : Antoine Ozanam  - Couleurs : avec Christophe Lacroix - (ISBN 978-2-7493-0357-4)
- 3 Schwarz, Vents d'Ouest, 2009
Scénario : Antoine Ozanam  - Couleurs : avec Christophe Lacroix - (ISBN 978-2-7493-0474-8)

One-shot
- Kiliwatch, Éditions Caurette, 2017
Scénario : Tom Gobart, Éric Hérenguel et Jérôme « Jay » Lefévère - Dessin : avec Emmanuel Bazin, Éric Hérenguel, Gene Ha, Boin Lee, Laurent Libessart, Mig, Thim Montaigne, Jae Kwang Park, Julen Ribas, Ludovic Souillard - Couleurs : Éric Hérenguel, Sébastien Lamirand et Mika - (ISBN 979-1-0963-1502-4)

### Comme auteur
Série

## Prix
- 2015 : 39e festival international de la bande dessinée de Chambéry : Éléphant d'or du meilleur dessin pour Jim Hawkins t. 1 : Le Testament de Flint[4]